# Malaxis abieticola
Malaxis abieticola är en orkidéart som beskrevs av Gerardo A. Salazar och Soto Arenas. Malaxis abieticola ingår i släktet knottblomstersläktet, och familjen orkidéer. Inga underarter finns listade i Catalogue of Life.